# Laura Süßemilch
Laura Süßemilch (Weingarten, 23 de febrero de 1997) es una deportista alemana que compite en ciclismo en las modalidades de pista y ruta.
Ganó dos medallas en el Campeonato Mundial de Ciclismo en Pista, en los años 2021 y 2024, y cuatro medallas en el Campeonato Europeo de Ciclismo en Pista entre los años 2021 y 2025.

## Medallero internacional
| Campeonato Mundial | Campeonato Mundial       | Campeonato Mundial | Campeonato Mundial      |
| Año                | Lugar                    | Medalla            | Competición             |
| ------------------ | ------------------------ | ------------------ | ----------------------- |
| 2021               | Roubaix (Francia)        | Medalla de oro     | Persecución por equipos |
| 2024               | Ballerup (Dinamarca)     | Medalla de plata   | Persecución por equipos |
| Campeonato Europeo |                          |                    |                         |
| Año                | Lugar                    | Medalla            | Competición             |
| 2021               | Grenchen (Suiza)         | Medalla de oro     | Persecución por equipos |
| 2023               | Grenchen (Suiza)         | Medalla de bronce  | Persecución por equipos |
| 2024               | Apeldoorn (Países Bajos) | Medalla de bronce  | Persecución por equipos |
| 2025               | Heusden-Zolder (Bélgica) | Medalla de plata   | Persecución por equipos |

1. ↑  Compitió en la ronda de clasificación.